# Двотонска мултифреквентна сигнализација
Двотонска мултифреквентна сигнализација (ДТМФ) или тонско бирање је телекомуникациони сигнални систем који користи фреквенцијски опсег намењен за људску (гласовну) комуникацију преко телефонских линија и телефонских централа. ДТМФ је изумљен у Бел лабараторији у Сједињеним Државама, а постао је познат под робном марком Тач-тон за употребу у телефонима са типкама, почев од 1963. године. ДТМФ је стандардизован као ITU-T препорука Q.23. У Великој Британији је позната и као МФ4. 
Тач-тон систем помоћу телефонске тастатуре постепено је заменио употребу ротационог бирања и постао индустријски стандард за фиксну и мобилну услугу. Остали мултифреквентни системи користе се за интерну сигнализацију у телефонској мрежи. 

## Мултифреквентна сигнализација
Пре развоја ДТМФ-а, телефонске бројеве бирали су корисници сигнализацијом петље, познатијом као пулсно бирање. Функционише тако што прекида струју у локалној петљи телефонске централе и телефона позиваоца по тачно одређеној брзини са прекидачем у телефону којим се управља окретним точкићем док се враћа у свој почетни положај након заокретања за сваку појединачну цифру. Опрема за размену реагује на пулс за бирање било директно помоћу релеја, било тако што чува број у регистру цифара који бележи бирани број. Физичка удаљеност због које је било могућа ова врста бирања била је ограничена електричним изобличењима и могућа је била само на директним металним везама између крајњих тачака линије. За упућивање позива на веће удаљености потребна је или помоћ оператера или пружање посебне опреме за бирање претплатника. Оператори су користили ранију врсту вишефреквентне сигнализације. 
Мултифреквентна сигнализација  (МФ) је група метода сигнализације која користи мешавину два чиста тона (чист синусни звук). Бел Систем и CCITT су осмислили различите протоколе МФ сигнализације. Најранији од њих били су за интернетску сигнализацију између централа за пребацивање, где су телефонски оператери на дугим удаљеностима користили 16- цифрену тастатуру за унос следећег дела одредишног телефонског броја како би контактирали следећег подземног телефонског оператера. Ова полуаутоматска сигнализација и пребацивање показали су се успешном и у брзини и у исплативости. На основу овог претходног успеха употребе МФ-а од стране стручњака за успостављање дугорочних телефонских позива, развијена је двотонска мултифреквентна сигнализација за сигнализацију крајњег корисника без помоћи оператера. 
ДТМФ систем користи скуп од осам аудио фреквенција које се преносе у паровима за представљање 16 сигнала, представљених са десет цифара, словима од А до Д и симболима # и *. Како су сигнали звучни тонови у опсегу гласне фреквенције, могу се преносити преко електричних репетитора и појачала, преко радио и микроталасних веза, чиме се елиминише потреба за интермедијарним оператерима у далеководима. 
АТ&Т је производ описао као "метод за дугме сигнализације са корисничких станица помоћу пута за пренос гласа." Како би се спречило да потрошачки телефони ометају МФ-засновано усмеравање и пребацивање између централа за телефонске комутације, ДТМФ фреквенције се разликују од свих постојећих протокола МФ сигнализације између комутацијских центара: МФ/Р1, Р2, ЦЦС4, ЦЦС5 и других које су касније замењене СС7 дигиталном сигнализацијом. ДТМФ је био познат широм система Бел по заштитном знаку Тач-Тон. Израз је први пут употребио АТ&Т у трговини 5. јула 1960. године, а јавности је представљен 18. новембра 1963. године, када је први телефонски тастер доступан јавности. Као матична компанија Бел Системс компаније, АТ&Т је заштитни знак имао од 4. септембра 1962. до 13. марта 1984. Стандардизована је ITU-T Препоруком Q.23. У Великој Британији је познат и као МФ4. 
Остали добављачи компатибилне телефонске опреме звани Тач-Тон имају тонско бирање или ДТМФ, или су користили друга трговачка имена попут Дигитон компаније Нортерн Електрик Компани у Канади. 
Као метод усмерене сигнализације, ДТМФ сигнали су такође користили емитере кабловске телевизије да укажу на време почетка и заустављања локалних комерцијалних тачака уметања током паузе за станице у корист кабловских компанија. Све док није развијена ван-опсежна сигнална опрема током 1990-их, брзи, непризнати ДТМФ тонски сетови могли су се чути током комерцијалних прекида кабловских канала у Сједињеним Државама и другде.  Раније, земаљски телевизијске станице користе ДТМФ за контролу удаљене предајнике.  У ИП телефонији, ДТМФ сигнали се такође могу испоручити као у опсегу или ван опсега, или чак као део протокола сигнализације, све док се обе крајње тачке договоре о заједничком приступу усвајању.

## #, *, А, Б, Ц и Д
Инжењери су предвиђали телефоне који се користе за приступ рачунару и аутоматизованим системима одзива. Они су консултовали компаније како би одредили захтеве. То је довело до додавања бројачког знака (#, ” фунта ” или "дијамант" у овом контексту, "хеш", " сквер " или "гејт" у Великој Британији, и " октоторп " од оригиналних инжењера) и тастери звездица или „звезда“ (*) као и група тастера за избор менија: А, Б, Ц и Д. На крају су исписани тастери са већине телефона били много година пре него што су та два симболички тастери постала широко коришћена за вертикалне сервисне кодове као што су * 67 у Сједињеним Америчким Државама и Канади за сузбијање ИД-а позиваоца. 
Јавне телефонске говорнице које прихватају кредитне картице користе ове додатне кодове за слање информација са магнетне траке. 
Телефонски систем Оружаних снага Сједињених Држава користио је ове сигнале да одреде одређене нивое привилегија и приоритета приликом упућивања телефонских позива. Предност је и даље карактеристика војних телефонских мрежа, али користећи комбинације бројева. На пример, унос 93 пре броја је приоритетни позив. 
Данашње употребе сигнала А, Б, Ц и Д су ретке у телефонским мрежама и искључиво су за мрежно управљање. На пример, тастер А користи се у неким мрежама за вожњу по листи носача. Сигнали се користе у операцијама повезивања радија и репетитора како би се омогућило, између осталог, и управљање репетитором док је повезан на активну телефонску линију. 
Сигнали *, #, А, Б, Ц и Д и даље се широм света користе аматерски радио оператори и комерцијални двосмерни радио системи за контролу опреме, управљање репетитором, операције даљинске базе и неке телефонске комуникацијске системе. 
ДТМФ сигнални тонови се такође могу чути на почетку или крају неких ВХС касета.  Информације о главној верзији видео касете кодирају се у ДТМФ тону. Кодирани тон пружа информације аутоматским машинама за умножавање, као што су формат, трајање и ниво јачине звука, како би се реплицирао оригинални видео запис што је могуће ближе. 
ДТМФ тонови се користе у неким системима ИД-а позиваоца за пренос података ИД-а позиваоца, али у Сједињеним Државама се за пренос података користи сигнализација Бел 202 модулираног фреквенцијског помака (ФСК).

## Тастатура
ДТМФ телефонска тастатура је постављена као матрица тастера у којима сваки ред представља компоненту ниске фреквенције, а сваки ступац представља високофреквентну компоненту ДТМФ сигнала. Уобичајена тастатура има четири реда и три ступца, али четврта колона је присутна за неке апликације. Притиском на тастер шаље се комбинација фреквенција реда и ступаца. На пример, тастер 1 производи суперпозицију ниског тона од 697 Hz и високог тона од 1209Hz. Почетни тастер дизајнира запослене полуге, омогућавајући сваком тастеру да активира један ред и један контакт ступаца. Центри за преклапање декодирају тонове како би одредили тастере које корисник притисне. 
|        | 1209 Hz | 1336 Hz | 1477 Hz | 1633 Hz |
| ------ | ------- | ------- | ------- | ------- |
| 697 Hz | 1ⓘ      | 2ⓘ      | 3ⓘ      | Aⓘ      |
| 770 Hz | 4ⓘ      | 5ⓘ      | 6ⓘ      | Bⓘ      |
| 852 Hz | 7ⓘ      | 8ⓘ      | 9ⓘ      | Cⓘ      |
| 941 Hz | *ⓘ      | 0ⓘ      | #ⓘ      | Dⓘ      |

## Декодирање
ДТМФ су првобитно декодирани од стране подешених банака филтера. До краја 20. века дигитална обрада сигнала постала је преовлађујућа технологија декодирања. ДТМФ алгоритми за декодирање обично користе Герцелов алгоритам. Како се ДТМФ сигнализација често преноси у опсегу са гласним или другим аудио сигналима који су истовремено присутни, дефиниција ДТМФ сигнала укључује строга ограничења времена (минимално трајање и интердигитни размак), одступања фреквенције, хармонике и односа амплитуде двеју компоненти у односу на једни друге ( уврнути ).

## Остали мултифреквентни сигнали
Национални телефонски системи дефинишу друге тонове, изван ДТМФ спецификације, који означавају статус линија, опреме или резултата позива и за контролу опреме за решавање проблема или сервисне сврхе. Такви тонови за напредовање позива често се такође састоје од више фреквенција и стандардизовани су у свакој земљи. Бел Систем дефинисао их је у Плану прецизних тонова.